# Bernd Thijs
Bernd Thijs (Hasselt, 1978. június 28. –) belga válogatott labdarúgó.

## Sikerei, díjai
- KRC Genk
  - Belga bajnok: 2001-02